# Wilhelm Tomaschek
Wilhelm Tomaschek (26. května 1841, Olomouc – 9. září 1901, Vídeň) byl česko-rakouský historický geograf a orientalista.
Vystudoval učitelství na univerzitě ve Vídni (1860–1864), s aprobací dějepis a zeměpis. Ve Vídni poté působil i jako gymnaziální profesor. Roku 1877 byl jmenován mimořádným profesorem na univerzitě ve Štýrském Hradci. V roce 1881 se stal profesorem řádným. Roku 1886 přestoupil na vídeňskou univerzitu, kde byl jmenován profesorem historické geografie. Byl vůbec prvním profesorem tohoto oboru v celém Rakousko-Uhersku. Byl též výborným orientalistou, ovládal několik asijských jazyků. Roku 1899 se stal členem vídeňské Akademie věd.
V roce 1933 po něm ve Vídni byla pojmenována ulice - Tomaschekstraße.